# Shea Cowart
Mary Shea Cowart (* 1979) ist eine ehemalige US-amerikanische Sprinterin, Paralympicssiegerin und aktuelle Weltrekordhalterin.

## Leben und Karriere
Aufgewachsen in Georgia, wurden Shea Cowart im Alter von sechs Jahren nach einer Meningokokkeninfektion und darauf folgender Gangränen beide Unterschenkel amputiert.
Dennoch führte sie danach ein relativ normales Leben und betrieb Sportarten wie Softball, Basketball und Cheerleading. Ab 1998 folgte dann der Einstieg in den Leistungssport, insbesondere auf den Strecken 100, 200 und 400 Meter.
Der Höhepunkt ihrer Laufbahn ist der Doppelsieg über die T44 100 und T44 200 Meter bei den Paralympischen Spielen in Sydney 2000. Die 2001 und 2002 gelaufenen Bestzeiten hatten bis 2012 noch Bestand in der offiziellen IPC-Rekordliste.

## Erfolge (Auszug)
Aufgrund beider fehlender Unterschenkel war Cowart der Kategorie T43 zugeordnet, dennoch trat sie normalerweise in der Kategorie T44 an (Amputation eines Beins unterhalb des Knies):

### Paralympics 2000 Sydney (T44)
- 100 Meter – 13,97 Sekunden, Goldmedaille, 26. Oktober 2000
- 200 Meter – 28,52 Sekunden, Goldmedaille, 23. Oktober 2000

### Paralympische Rekorde (T43)
- 100 Meter – 13,68 Sekunden, Chula Vista, 11. August 2001
- 200 Meter – 29,40 Sekunden, Villeneuve-d’Ascq, 26. Juli 2002
- 400 Meter – 1:09,61 Minuten, Chula Vista, 10. August 2001